# Alleanza anglo-austriaca
L'alleanza anglo-austriaca è il nome dato all'alleanza tra Inghilterra ed Austria costituitasi nella prima metà del XVIII secolo. Essa fu in gran parte lavoro per parte britannica del Duca di Newcastle, che considerava l'alleanza con l'Austria come un punto fondamentale per prevenire l'espansione del potere francese sul continente.
Essa perdurò dal 1731 al 1756 e fu parte della quadriglia delle Grandi Potenze d'Europa. Collassò a causa della rivoluzione diplomatica che precedette la guerra dei sette anni.

## Sfondo storico

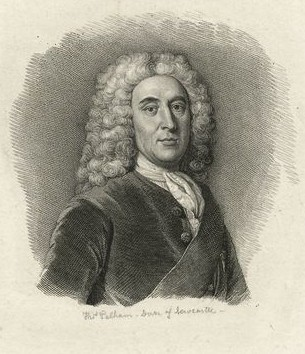
Lo statista duca di Newcastle fu un prominente austrofilo ed uno degli architetti dell'alleanza anglo-austriaca

Nel 1725 l'Austria aveva siglato il Trattato di Vienna offrendo supporto materiale alla Spagna Borbonica nei suoi sforzi per riprendere Gibilterra agli inglesi. La Gran Bretagna sottostava all'epoca ai termini dell'alleanza con la Francia, anche se la relazione tra i due stati stava lentamente declinando e dal 1731 potevano ormai tornare a considerarsi nemici. Quando nel 1727 gli spagnoli assediarono Gibilterra nel corso della Guerra anglo-spagnola, i diplomatici britannici persuasero gli austriaci a non assistere la Spagna, offrendo un gran numero di concessioni. La Spagna, umiliata, venne costretta a interrompere l'assedio e a siglare la pace.
Un numero importante di austrofili invocava l'alleanza tra Inghilterra e Austria, dal momento che gli austriaci erano visti come l'unica forza di terra in grado di scontrarsi vittoriosamente con la Francia sul continente. Il principale oppositore in Inghilterra a questa unione era Lord Townshend che venne costretto a dimettersi dai propri incarichi governativi nel 1730. Era quindi ormai chiaro che tra Londra e Vienna vi sarebbe stato un riavvicinamento e il ministero degli esteri britannico concesse la gestione dei rapporti al Duca di Newcastle, il quale era strenuamente convinto che l'alleanza con l'Austria fosse essenziale.

## L'alleanza

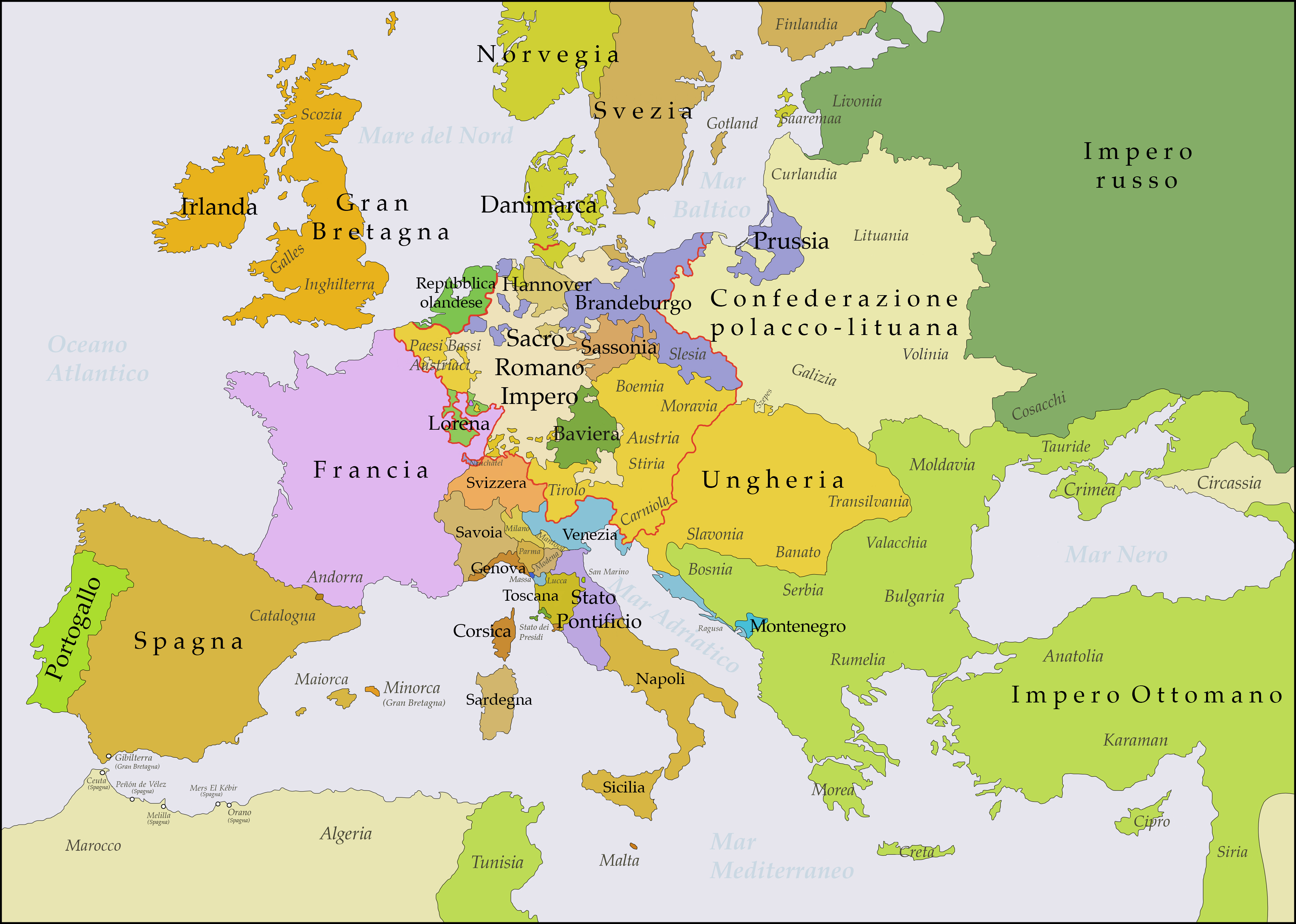
L'Europa negli anni successivi al Trattato di Aquisgrana nel 1748

Nel 1727 gli austriaci si erano accordati per sospendere la Compagnia di Ostenda, la compagnia marittima di commercio da loro promossa nei Paesi Bassi, che era una temuta concorrente delle omologhe inglesi. Questo era frutto del lavoro sotterraneo che sfociò nel Trattato di Vienna che formalmente siglò l'alleanza tra le due potenze, firmata il 16 marzo 1731 rispettivamente dal conte Zinzendorf e dal conte di Chesterfield.

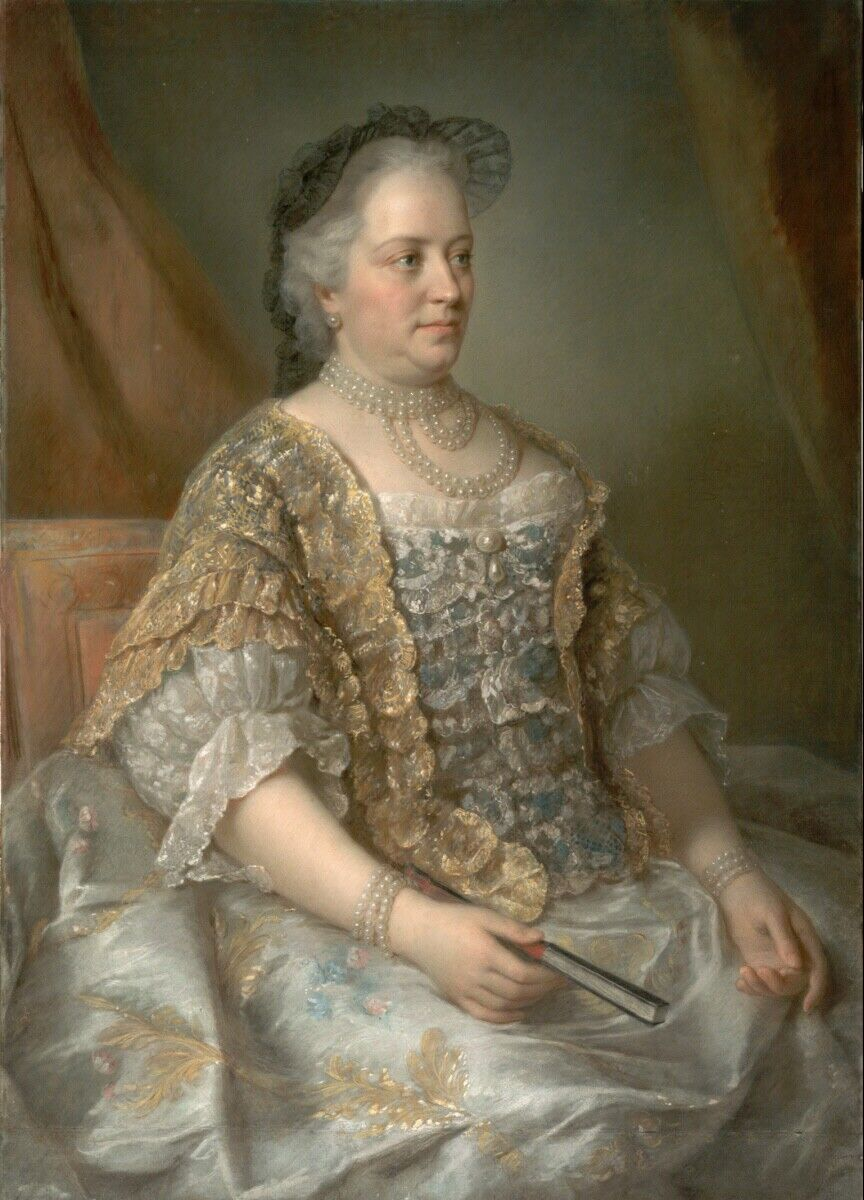
Maria Teresa d'Austria. Il supporto inglese si rivelò cruciale nel permetterle di mantenere il trono durante la Guerra di successione austriaca.

Gli inglesi offrirono supporto materiale agli austriaci nella Guerra di successione austriaca nella forma di truppe e larghi aiuti economici. Questo permise a Maria Teresa di assicurarsi il trono austriaco malgrado la Legge salica. Dal 1745 l'Austria era apparsa in serio pericolo di venire spartita tra Prussia e Francia più volte vincitrici sul campo di battaglia, ma gli inglesi intervennero con una campagna militare contro i francesi nelle Fiandre che si dimostrò cruciale, permettendo agli austriaci di contrattaccare. Gli inglesi inoltre fecero pressioni diplomatiche per persuadere Federico II di Prussia, a firmare il Trattato di Dresda, consentendo così agli austriaci di porre piena attenzione contro la Francia.
L'alleanza iniziò all'epoca però a risentire di qualche contraccolpo: gli austriaci credevano che l'azione inglese non fosse stata sufficientemente incisiva nel prevenire la Francia dall'occupare Bruxelles nel 1746, e questo portò a ulteriori conflitti. A questi fatti fece seguito il Congresso di Vienna e la sigla del Trattato di Aquisgrana del 1748. Gli inglesi dal canto loro fecero pressione perché la situazione si concludesse nel più breve tempo possibile e diedero come tempo massimo all'alleato il tempo di tre settimane per firmare e definire gli accordi. L'Austria, riluttante, infine siglò la pace che si dimostrava più compiacente nei confronti dell'Inghilterra.
Malgrado questi fatti, i rapporti d'alleanza continuarono a essere mantenuti grazie anche al pieno supporto del duca di Newcastle e perché l'Inghilterra si presentava come il principale alleato di peso di cui disporre sul continente europeo. Gli inglesi accettavano dal canto loro l'alleanza come parte del Sistema Newcastle col quale furono in grado di mantenere la sicurezza in Germania mantenendo un'alleanza tra Gran Bretagna, Hannover, Austria e Paesi Bassi.

## Il collasso dell'alleanza
In Austria vi era chi, malgrado l'Inghilterra avesse da anni firmato il trattato di alleanza, riteneva che gli inglesi non vi avessero aderito del tutto. Essi avevano infatti denotato la completa assenza dell'Inghilterra nella Guerra di successione polacca, ritenendo che gli inglesi ritenessero utile l'alleanza solo quando questa consentiva a loro di raggiungere propri fini. Uno dei diplomatici influenti che capeggiarono il partito anti-britannico fu il conte Wenzel Anton von Kaunitz-Rietberg, che nel 1753 era divenuto ministro degli affari esteri.
Nel 1756, sospettando che la Prussia fosse sul punto di lanciare l'invasione della Boemia e temendo che gli inglesi non sarebbero corsi in loro aiuto (impegnati come erano in una disputa con la Francia sull'Ohio), l'Austria concluse una alleanza con il suo tradizionale nemico, la Francia. La Gran Bretagna, abbandonata a sé stessa, siglò un trattato a denti stretti con la Prussia, sperando così che il nuovo bilanciamento delle potenze europee potesse evitare la guerra.
Non essendo in grado di controllare il proprio alleato prussiano che attaccò l'Austria nel 1756, la Gran Bretagna si vide costretta a onorare il proprio nuovo alleato e a siglare l'Alleanza anglo-prussiana. Sebbene Gran Bretagna e Austria non giunsero mai a dichiararsi direttamente guerra, le due coalizioni rimasero in posizioni opposte. Durante la Presa di Emden del 1758 le forze inglesi e austriache si scontrarono per la prima volta in campo aperto. Malgrado gli sforzi durante la guerra, l'Austria non fu in grado di riprendersi la Slesia e nel 1763 con il Trattato di Parigi la Prussia se ne assicurò il possesso.

## Conseguenze
La Gran Bretagna si era dimostrata sempre meno favorevole all'Austria e gli austrofili in Inghilterra erano fortemente entrati in crisi dopo la Guerra dei sette anni, soprattutto perché col tempo l'Austria era divenuta sempre più autocratica e resistente alla democrazia liberale che proprio nei paesi anglosassoni aveva avuto la sua origine.
Nel 1778 quando la Francia entrò nella Guerra d'indipendenza americana per cercare di assistere i coloni americani nella loro lotta per l'indipendenza, l'Inghilterra cercò di accaparrarsi l'aiuto dell'Austria per sopprimere le rivolte, ma quest'ultima si rifiutò di prendere seriamente la proposta sebbene questa avrebbe potuto cambiare le sorti della guerra oltreoceano.
Gran Bretagna e Austria successivamente diverranno ancora alleate nel corso delle Guerre napoleoniche, sebbene le relazioni tra i due paesi non saranno più così strette come durante il periodo dell'alleanza del XVIII secolo.